# Яроти (гміна Ставіґуда)
Яроти (пол. Jaroty, нім. Jomendorf) — село в Польщі, у гміні Ставіґуда Ольштинського повіту Вармінсько-Мазурського воєводства.
Населення — 550 осіб (2011).
У 1975-1998 роках село належало до Ольштинського воєводства.

## Демографія
Демографічна структура станом на 31 березня 2011 року:
|          | Загалом | Допрацездатний вік | Працездатний вік | Постпрацездатний вік |
| -------- | ------- | ------------------ | ---------------- | -------------------- |
| Чоловіки | 252     | 55                 | 192              | 5                    |
| Жінки    | 298     | 73                 | 215              | 10                   |
| Разом    | 550     | 128                | 407              | 15                   |